# Списък с епизоди на „Вавилон 5“
Това е списък с епизодите на научнофантастичния сериал Вавилон 5. Сериалът има един пилотен филм и 110 епизода, разпределени в пет сезона.

## Пилотен филм
| Номер | Заглавие  | Първо излъчване в САЩ |
| --- | --------- | --------------------- |
| П | „Срещата“ | 22 февруари 1993 г.   |
| Посланикът на Ворлоните Кош пристига на Вавилон 5, но с първите си стъпки на борда той е отровен. Ворлонското Върховно Командване забранява той да бъде опериран, но д-р Кайл извършва процедурата въпреки това. Кош е сканиран от телепата Лита Александър, която вижда как командир Синклер се опитва да убие посланика. Съветът на станцията решава да изпрати командира на планетата на Ворлоните, съдето да се проведе дело. Синклер и Гарибалди поемат нещата в свои ръце и откриват убиеца - Минбари от Кастата на Воините, използващ камуфлажно устройство. Преди да умре, убиецът казва на Синклер: „В ума ти има дупка“, имайки предвид липсващите 24 часа от паметта на командира по време на войната между Земята и Минбари. |           |                       |

## Сезон 1: „Знаци и знамения“
- Оригинално въведение на английски:

„It was the dawn of the third age of mankind – ten years after the Earth-Minbari War. The Babylon Project was a dream, given form. Its goal: to prevent another war, by creating a place where humans and aliens can work out their differences peacefully. It's a port of call – home away from home – for diplomats, hustlers, entrepreneurs, and wanderers. Humans and aliens, wrapped in two million, five hundred thousand tons of spinning metal... all alone in the night. It can be a dangerous place, but it's our last best hope for peace. This is the story of the last of the Babylon stations. The year is 2258. The name of the place is Babylon 5.“
- Въведение на български:

„Беше зората на третата ера на Човечеството – десет години след войната между Земята и Минбари. Проектът „Вавилон“ беше сбъдната мечта. Целта му беше да предотврати друга война, създавайки място, където хора и извънземни могат да изгладят различията си по мирен път. Междинно пристанище, дом далеч от дома за дипломати, мошеници, предприемачи и странници. Хора и извънземни, обградени от два милиона и петстотин хиляди тона въртящ се метал... съвсем сами в мрака. Станцията може да е опасно място, но тя е нашата последна, най-добра надежда за мир. Това е историята на последната от станциите „Вавилон“. Годината е 2258, мястото е Вавилон 5.“
| Номер | Заглавие                     | Първо излъчване в САЩ |
| --- | ---------------------------- | --------------------- |
| 01 | „Полунощ на огневата линия“  | 26 януари 1994 г.     |
| Една от колониите на Република Сентари, наречена Рагеш 3 е нападната изненадващо от Режима на Нарн. Целта на Нарните е отмъщение за дългогодишното робство, на което са били подложени от страна на Сентарите. Отношенията между посланиците на двете раси на Вавилон 5, Лондо Молари и Джи Кар, стават изключително обтегнати, прераствайки дори и във физическа саморазправа. Командирът на станцията Джефри Синклер и подчинените му трябва да успокоят афектираните дипломати и да се справят със зачестилите пиратски нападенията над търговски кораби. |                              |                       |
| 02 | „Ловец на души“              | 2 февруари 1994 г.    |
| На станцията пристига извънземно същество, познато като Ловец на души. Посланик Делен разкрива, че дълбоко религиозните Минбари имат особено негативно отношение към тази раса, чиито представители крадат душите на други видове точно преди смъртта и ги правят част от колекцията си. Тъй като Ловците на души се интересуват само от велики лидери и мъдреци, гостът насочва вниманието си към Делен. |                              |                       |
| 03 | „Роден във виолетов цвят“    | 9 февруари 1994 г.    |
| Посланик Молари се сближава с красива танцьорка, наречена Адира Тайри. Той не подозира, че тя е робиня на извънземен на име Тракис, който я е принудил да съблазни Лондо и да открадне секретни файлове от компютъра му. Ако попаднат в неподходящи ръце, тези файлове могат да разрушат репутацията на редица благороднически родове в Република Сентари, затова Лондо моли Синклер за помощ. |                              |                       |
| 04 | „Инфекция“                   | 16 февруари 1994 г.   |
| Д-р Франклин е посетен от свой стар приятел – археологът д-р Хендрикс. Целта на посещението е находка, направена от Хендрикс на мъртвата планета Икара 7, чиято цивилизация е изчезнала по необясними причини. Постепенно става ясно, че артефактите всъщност представляват високо развита органична технология, чиято цел е да се свърже с първото тяло, което срещне и да унищожи всеки индивид, който не е чист представител на Икара. |                              |                       |
| 05 | „Парламентът на мечтите“     | 23 февруари 1994 г.   |
| На станцията е обявено началото на едноседмичен фестивал, по време на който всяка раса демонстрира своята култура и религия. Старата любов на Синклер, Катрин Сакай пристига изненадващо на Вавилон 5, подпалвайки забравени чувства. Един от враговете на Джи Кар е изпратил професионален наемен убиец, чиято мищена е посланикът. |                              |                       |
| 06 | „Война на ума“               | 2 март 1994 г.        |
| Джейсън Айрънхарт, инструктор и приятел на телепата Талия Уинтърс, пристига на станцията, тъй като е преследван от Психо - Корпуса. Става ясно, че той е участвал в опасен експеримент, който го е превърнал в телекинетик и сега Корпуса иска да го използва като оръжие. Междувременно Катрин Сакай предприема експедиция до необитаемата планета Сигма 957, въпреки предупрежденията на посланик Джи Кар да не го прави. Според него в района се случват странни инциденти, свързани с неизвестна дотогава раса, която по-късно ще бъде идентифицирана като „Скитниците от Сигма 957“. |                              |                       |
| 07 | „Бойна молитва“              | 9 март 1994 г.        |
| Теристична групировка на Земния Съюз извършва редица нападения върху представители на извънземни цивилизации на Вавилон 5, включително и върху стара приятелка на посланик Делен. Целта на терористите е да намалят нарастващото извънземно влияние върху Земята. Посланик Молари е изправен пред проблем, свързан с двама млади Сентари, които се противопоставят на традицията браковете да бъдат уреждани между благородническите родове в Републиката. |                              |                       |
| 08 | „И небето пълно със звезди“  | 16 март 1994 г.       |
| Командир Синклер е отвлечен от неизвестни похитители, чиято цел е да докажат, че той е предал Земния Съюз по време на войната с Минбарите. Командирът е упоен и прикрепен към машина, която му помага да си припомни какво се е случило през липсващите 24 часа от паметта му по време на последната битка в орбита около Земята. Синклер вижда себе си в центъра на кръг от девет сиви фигури, чиито лица и тела са скрити. Когато маха качулката на една от тях, той вижда лицето на посланик Делен. |                              |                       |
| 09 | „Ходещата Смърт“             | 20 април 1994 г.      |
| На станцията пристига извънземна от непозната раса, която е идентифицирана от На Тот като „Ходещата Смърт“. Тя е известен военнопрестъпник от изчезналата цивилизация Дилгар, отговорна за смъртта на хиляди представители на „Лигата на Не-присъединените Планети“. Ситуацията се усложнява, когато става ясно, че гостенката е разработила революционен серум, способен да удължава живота и почти всяка раса на Вавилон 5 е готова да ѝ даде убежище, за да го притежава. Командир Синклер е принуден да избира между лоялността си към Земния Съюз и справедливостта. |                              |                       |
| 10 | „Вярващи“                    | 27 април 1994 г.      |
| Извънземна двойка води при д-р Франклин своя тежко болен син. Болестта на момчето би могла да бъде излекувана от елементарна операция, но религията на расата му изрично забранява подобна интервенция, тъй като се смята че по този начин тялото остава без душа. Междувременно Иванова ескортира повреден търговски кораб във враждебна пиратска територия. |                              |                       |
| 11 | „Оцелели“                    | 4 май 1994 г.         |
| Майкъл Гарибалди е обвинен в опит за саботаж, свързан с визитата на президента Луис Сантиаго на Вавилон 5. Тази ситуация се оказва удобна за Ръководителя на президентската охрана майор Лиана Кемър, която обвинява Майкъл за смъртта на баща си. |                              |                       |
| 12 | „С всички възможни средства“ | 11 май 1994 г.        |
| Търговски кораб на Нарн е унищожен при инцидент в доковете на станцията, вследствие на което един докер загива, а посланик Джи Кар губи ценна пратка, наречена „Цветето на Джи Куан“. Смъртта на работника предизвиква незаконна стачка на докерите на Вавилон 5, които настояват условията на труд да се подобрят. Междувременно Джи Кар спешно трябва да намери друго растение от същия вид, нужно за изпълнението на важен религьозен ритуал. За негово огромно разочарование единственият, който го притежава е Лондо Молари. |                              |                       |
| 13 | „Знаци и знамения“           | 18 май 1994 г.        |
| Лондо Молари се сдобива с важна Сентарийска реликва, наречена „Окото“. Междувременно мистериозен господин на име Мордън посещава всеки един от посланиците на Вавилон 5 и им задава необичайния въпрос: „Какво искате?“.Джи Кар се отнася с пренебрежение към него, а Делен е видимо разтревожена от появата му. На същия въпрос Лондо дава отговор, който удовлетворява Мордън. Неочаквано „Окото“ е откраднато от пирати, но техния кораб е унищожен от гигантски паяко-образен феномен, който по-късно в сериала ще бъде идентифициран като кораб на Сенките. Мордън връща ценната реликва на Лондо и спасява дипломатическата му кариера.                                                                             |                              |                       |
| 14 | „ТКО“                        | 25 май 1994 г.        |
| Лейтенант-командир Иванова е посетена от стар приятел баща си на име равин Кослов. Той настоява тя да вземе участие традиционен еврейски ритуал, свързан със смъртта на баща ѝ, но Сюзан не е сигурна дали иска да го направи. Междувременно приятел на Гарибалди пристига на Вавилон 5, за да участва в опасен турнир по извънземни бойни изкуства, където не се допускат хора. |                              |                       |
| 15 | „Граал“                      | 6 юли 1994 г.         |
| Непознат пътешественик на име Гаич пристига на станцията, за да се срещне с всеки един от извънземнете посланици. Неговата цел е да разбере дали техните правителства нямат информация, свързана с митичната чаша, позната на християните като Светия Граал. Сещевременно престъпен бос от „Там-долу“ използва опасна извънземна форма на живот, позната като „На Ка Лин“, за да държи бездомниците в страх и подчинение. |                              |                       |
| 16 | „Очи“                        | 13 юли 1994 г.        |
| Компетентността на Джефри Синклер като командир на Вавилон 5 е поставена под въпрос, когато на станцията пристига полковник Ари Бен Зейн. Той работи за отдел „Вътрешни разследвания“ към Армията на Земния Съюз и е решен на всяка цена да докаже, че решенията, които командирът е взел през изтеклата година са били погрешни. В хода на разследването става ясно, че Бен Зейн е бил един от десетките кандидати за поста на Синклер, които са били отхвърлени по настояване на Федерация Минбари. |                              |                       |
| 17 | „Завети“                     | 20 юли 1994 г.        |
| Боен кръстосвач от флотата на Минбарите пристига на станцията, за да донесе тялото на изтъкнат лидер от „Кастата на Воините“ на име Бренман. При изпълнението на важен ритуал, свързан с публичното му излагане на показ, тялото му е откраднато. Тази ситуация предизвиква напрежение между командването на Вавилон 5 и капитана на Минбарския кораб Алит Неруун, заплашвайки да се превърне в сериозен дипломатически скандал. Междувременно Сюзан Иванова и Талия Уинтърс влизат в остър конфликт помежду си, свързан с младо момиче, притежаващо телепатични способности. |                              |                       |
| 18 | „Глас в пустошта Част 1“     | 27 юли 1994 г.        |
| Планетата, около която Вавилон 5 обикаля в орбита, започва да излъчва необичайни сигнали. Група учени се опитва да кацне на Епсилон 3, но совалката им е обстрелвана от мистериозна отбранителна система, чието местоположение е локализирано на няколко мили под повърхността. Междувременно холограмен образ на извънземно същество се появява едновременно пред командир Синклер и посланик Молари, като единствените му думи са: „Помогнете ми“. Синклер и Иванова кацат на планетата и откриват огромна по размери машина, както и съществото от холограмата, свързано към нея. Стар приятел и ментор на посланик Делен, наречен Драал я посещава за да и съобщи неприятна новина.                                   |                              |                       |
| 19 | „Глас в пустошта Част 2“     | 3 август 1994 г.      |
| Иванова и Синклер връщат съществото, чието име е Варн, обратно на Вавилон 5. Докато те са били на Епсилон 3, боен кръстосвач на Земния Съюз начело с капитан Елис Пиърс е поел командването на станцията, за да осигури на земната армия изключителен достъп до напредналата техология на планетата. Постепенно става ясно, че машината работи само ако е свързана към интелигентно същество. В противен случай се задейства система за самоунищожение, която би взривила цялата планета, заедно с Вавилон 5. |                              |                       |
| 20 | „Вавилон на втора“           | 10 август 1994 г.     |
| Станцията Вавилон 4, която е изчезнала безследно преди четири години, се появява отново в Сектор 14, а екипажът ѝ изпраща сигнал за помощ. Синклер и Гарибалди организират спасителна операция, в хода на която срещат непознато извънземно същество на име Затрас. Той им обяснява, че Вавилон 4 е нужна като база за операции в голяма война. Междувременно Делен е призована от Сивия Съвет, чиито членове са я избрали за следващия лидер на Минбарите. По време на престоя си на бойния кръстосвач на Съвета, тя получава древна реликва, наречена „Трилюминари“. |                              |                       |
| 21 | „Качеството на милостта“     | 17 август 1994 г.     |
| Д-р Франклин открива, че мистериозна лечителка на име Лора Розен практикува медицина нелегално, с помощта на извънземно устройство от непознат произход. Тъй като машината лекува пациентите, като взима от жизнената енергия на Розен, след всеки един сеанс тя бавно я убива. Междувременно Лондо решава да покаже на Лениер една различна и непозната за аташето страна на Вавилон 5, като го развежда по баровете и казината на станцията. |                              |                       |
| 22 | „Какавида“                   | 26 октомври 1994 г.   |
| Гарибалди разследва убийството на един от информаторите си на име Стивън Петров. Същевременно Режима на Нарн принуждава Сентарите да се оттегят от спорен за двете раси район, наречен Квадрант 37. Неочаквано Лондо получава обаждане от г-н Мордън, който предлага помощта си, в резултат на, което няколко кораба на Сенките разрушават военната база на Нарните. След среща с посланик Кош, Делен активира тайнствена машина, чиито основен компонент е устройството „Трилюминари“. В хода на своето разследване, Гарибалди разкрива заговор за убийството на президента на Земния Съюз Луис Сантиаго. Преди да успее да предупреди командния състав, Майкъл е прострелян в гърба, а корабът на президента е взривен. |                              |                       |

## Сезон 2: „Идването на Сенките“
- Оригинално въведение на английски:

„The Babylon Project was our last, best hope for peace. A self-contained world five miles long, located in neutral territory. A place of commerce and diplomacy for a quarter of a million humans and aliens. A shining beacon in space, all alone in the night. It was the dawn of the Third Age of Mankind...the year the Great War came upon us all. This is the story of the last of the Babylon stations. The year is 2259. The name of the place is Babylon 5.“
- Въведение на български:

„Проектът Вавилон беше нашата последна, най-добра надежда за мир. Един затворен свят, дълъг пет мили и разположен на неутрална територия. Място за търговия и дипломация за четвърт милион хора и извънземни. Блестящ фар в Космоса, съвсем сам в мрака. Беше зората на Третата Ера на човечеството...годината в която голямата война достигна до всички ни. Това е историята на последната от станциите Вавилон. Годината е 2259. Мястото е Вавилон 5.“

## Сезон 3: „Няма връщане назад“
- Оригинално въведение на английски:

„The Babylon Project was our last, best hope for peace. It failed. But, in the Year of the Shadow War, it became something greater: our last, best hope... for victory. The year is 2260. The place: Babylon 5.“
- Въведение на български:

„Проектът Вавилон беше нашата последна, най-добра надежда за мир. Той се провали. Но в годината на войната със Сенките той се превърна в нещо повече: нашата последна, най-добра надежда...за победа. Годината и 2260. Мястото е Вавилон 5“

## Сезон 4: „Никаква капитулация, никакво отстъпление“
- Оригинално въведение на англиийки:

„It was the year of fire... the year of destruction... the year we took back what was ours. It was the year of rebirth... the year of great sadness... the year of pain... and the year of joy. It was a new age. It was the end of history. It was the year everything changed. The year is 2261. The place: Babylon 5.“
- Въведение на български:

„Беше годината на огъня...годината на разрушението...годината, в която си върнахме това, което беше наше. Беше годината на прераждането...годината на огромната тъга...годината на болката...и годината на радостта. Беше нова епоха. Беше краят на историята. Беше годината, в която всичко се промени. Годината е 2261. Мястото е Вавилон 5.“

## Сезон 5: „Колело от огън“
- Оригинално въведение на английски:

„And so it begins. There is a hole in your mind. What do you want? No one here is exactly what he appears. Nothing's the same anymore. Commander Sinclair is being reassigned. Why don't you eliminate the entire Narn homeworld while you're at it. I see a great hand, reaching out of the stars. Who are you? President Clark has signed a decree today declaring martial law. These orders have forced us to declare independence. Weapons supplies. Unless your people get off their encounter-suited butts and do something. You are the One who was. If you go to Z'ha'dum, you will die. Why are you here, do you have anything worth living for? I think of my beautiful city in flames. Like giants in the playground. NOW GET THE HELL OUT OF OUR GALAXY. We are here to place President Clark under arrest.“
- Въведение на български:

„И така започва всичко. В ума ти има дупка. Какво искаш? Никой тук не е точно това, за което се представя. Вече нищо не е същото. Командир Синклер беше прехвърлен. Защо не елиминирате цялата планета Нарн както сте тръгнали. Виждам голяма ръка сред звездите. Кой си ти? Днес президентът Кларк подписа указ, с който обявява военно положение. Тези заповеди ни принудиха да обявим независимост. Оръжейни припаси. Освен ако хората ти не вдигнат скритите си под скафандъра задни части и не направят нещо. Ти си Единственият, който е бил. Ако отидеш на За Ха Дум, ще умреш. Защо си тук? Има ли нещо, за което си струва да живееш? Представям си любимия си град, обгърнат в пламъци. Като гиганти на детска площадка. СЕГА СЕ МАХАЙТЕ ОТ НАШАТА ГАЛАКТИКА. Тук сме, за да арестуваме президента Кларк.“